# Joan Rebull
Joan Rebull i Torroja (Reus, 27 gennaio 1899 – Barcellona, 27 febbraio 1981) è stato uno scultore spagnolo.

## Biografia
Cominciò a lavorare nel mondo della scultura nella sua città natale insieme a Pau Figueres, fino al 1915 quando si trasferì a Barcellona, dove studiò nella Escola de la Llotja.
Nel 1917 fondò, insieme ad altri artisti come Josep Viladomat, Apel·les Fenosa e Josep Granyer, il gruppo Els Evolucionistes che intendeva contrapporsi al noucentisme catalano. Tra il 1926 e il 1929 visse a Parigi, dove conobbe Pablo Picasso.
Deputato di Estat Català al Parlament de Catalunya, andò in esilio alla fine della guerra civile per tornare solo nel 1949. Tornato in Catalogna, Rebull realizzò diversi monumenti in alcune città catalane, lavorando anche al Monastero di Montserrat e al Palau de la Música Catalana.
Morì a Barcellona nel 1981 (lo stesso anno in cui veniva premiato con la Medalla d'Or de la Generalitat de Catalunya) e il suo corpo venne traslato a Reus, dove è tuttora sepolto in una tomba presidiata da una copia de Els tres gitanets, una sua scultura di cui è possibile ammirare l'originale nella Casa de la Ciutat di Barcellona.
È possibile ammirare alcune sue opere al MNAC e nel Museo Reina Sofía.